# لودش
لودش (به آلمانی: Ludesch) یک منطقهٔ مسکونی در اتریش است که در ناحیه بلودنتس واقع شده‌است. لودش ۱۱٫۲۵ کیلومتر مربع مساحت دارد ۵۵۵ متر بالاتر از سطح دریا واقع شده‌است.